# Slow jam
Un slow jam es música con rhythm and blues e influencias soul. Los slow jams suelen ser balada s de R&B o canciones de ritmo lento, y en su mayoría tienen un sonido suave con un contenido lírico muy emocional o romántico. El primer uso conocido del término es la grabación de Midnight Star de 1983 «Slow Jam» en su álbum No Parking on the Dance Floor.
La revista Essence compiló una lista de los «25 mejores slow jams de todos los tiempos», que contiene canciones de las décadas de 1970, 1980 y 1990, y Complex compiló una lista de 100 slow jams en «Las mejores canciones para ponerte de estado de ánimo».

## En la radio
En 1983, Kevin «Slow Jammin'» James creó el programa de radio Slow Jam en WKYS, que lleva el nombre de la canción de Midnight Star, y luego el programa Weekend Slow Jam.
En 1994, R Dub! creó el programa de radio Sunday Nite Slow Jams en Power 1490 KJYK en Tucson, AZ. Hoy Sunday Night Slow Jams se escucha en más de 200 estaciones de radio en 17 países.